# Élection présidentielle de 2016 en Transnistrie
L'élection présidentielle de 2016 en Transnistrie a lieu le 11 décembre 2016.

## Système électoral
Le Président de Transnistrie est élu au scrutin uninominal majoritaire à deux tours pour un mandat de 5 ans.

## Candidats
| Candidat | Candidat           | Parti            | Fonctions |
| -------- | ------------------ | ---------------- | --- |
|          | Alexander Deli     | Indépendant      | Procureur de Transnistrie (2012-2016) Ministre de la justice (2012)                                                  |
|          | Vladimir Grigoryev | Indépendant      | Aucune |
|          | Oleg Khorzhan      | Parti communiste | Membre du Conseil suprême (2010-2018)                                                                                |
|          | Vadim Krasnoselsky | Renouveau        | Président du Conseil suprême (2015-2016) Ministre de l'intérieur (2007-2012)                                         |
|          | Evgueni Chevtchouk | Indépendant      | Président de Transnistrie (2011–2016) Président du Conseil suprême (2005–2009) Membre du Conseil suprême (2000–2011) |
|          | Irina Vasilaki     | Indépendant      | Aucune |

## Résultats
| Candidat                  | Candidat               | Parti                  | Votes   | %     |
| ------------------------- | ---------------------- | ---------------------- | ------- | ----- |
|                           | Vadim Krasnoselsky     | Renouveau              | 157 410 | 62,30 |
|                           | Evgueni Chevtchouk     | Indépendant            | 69 179  | 27,38 |
|                           | Oleg Khorzhan          | Parti communiste       | 8 012   | 3,17  |
|                           | Vladimir Grigoryev     | Indépendant            | 1 698   | 0,67  |
|                           | Irina Vasilaki         | Indépendant            | 1 526   | 0,60  |
|                           | Alexander Deli         | Indépendant            | 1 379   | 0,55  |
| Aucun d'entre eux         | Aucun d'entre eux      | Aucun d'entre eux      | 8 593   | 3,40  |
|                           |                        |                        |         |       |
| Votes blancs et invalides |                        |                        |         |       |
| Total                     | Total                  | Total                  | 254 863 | 100   |
| Inscrits/Participation    | Inscrits/Participation | Inscrits/Participation |         | 59,16 |